# Массабіель (печера)
Массабіель (фр. La grotte de Massabielle), також відома як Грот Массабіель — печера у французькому місті Лурді (департамент Верхні Піренеї), одне з найбільших місць паломництва у Європі.
Печера Массабіель має невеликі розміри (близько 9,5 м глибиною, 9,8 м шириною та 3,8 м у висоту), складається з трьох нерівних порожнин та більше нагадує розлом у скелі. Печера утворилася внаслідок карстових процесів під впливом підземних вод. Стіни печери гладкі та місцями вологі, що пояснюється близьким заляганням підземної річки Пау. Через отвір у скелі витікає вода, що має цілющі властивості.
У заглибленні вгорі печери, з правого боку, розміщена фігура Богородиці. Під фігурою міститься напис: «Я є Непорочне Зачаття». Зліва, внизу в печері, знаходиться джерело, яке розчистила Бернадетта Субіру. У теперішній час обкладене каменем і закрите зверху склом, а вода протікає під кам'яним настилом у резервуари.